# Monts-sur-Orne
Monts-sur-Orne is een gemeente in het Franse departement Orne (regio Normandië). De plaats maakt deel uit van het arrondissement Argentan. Monts-sur-Orne is op 1 januari 2018 ontstaan door de fusie van de gemeenten Goulet, Montgaroult en Sentilly. De gemeente telde 874 inwoners op 1 januari 2022.

## Geografie
De oppervlakte van Monts-sur-Orne bedroeg op 1 januari 2022 30,90 vierkante kilometer; de bevolkingsdichtheid was toen 28,3 inwoners per km².

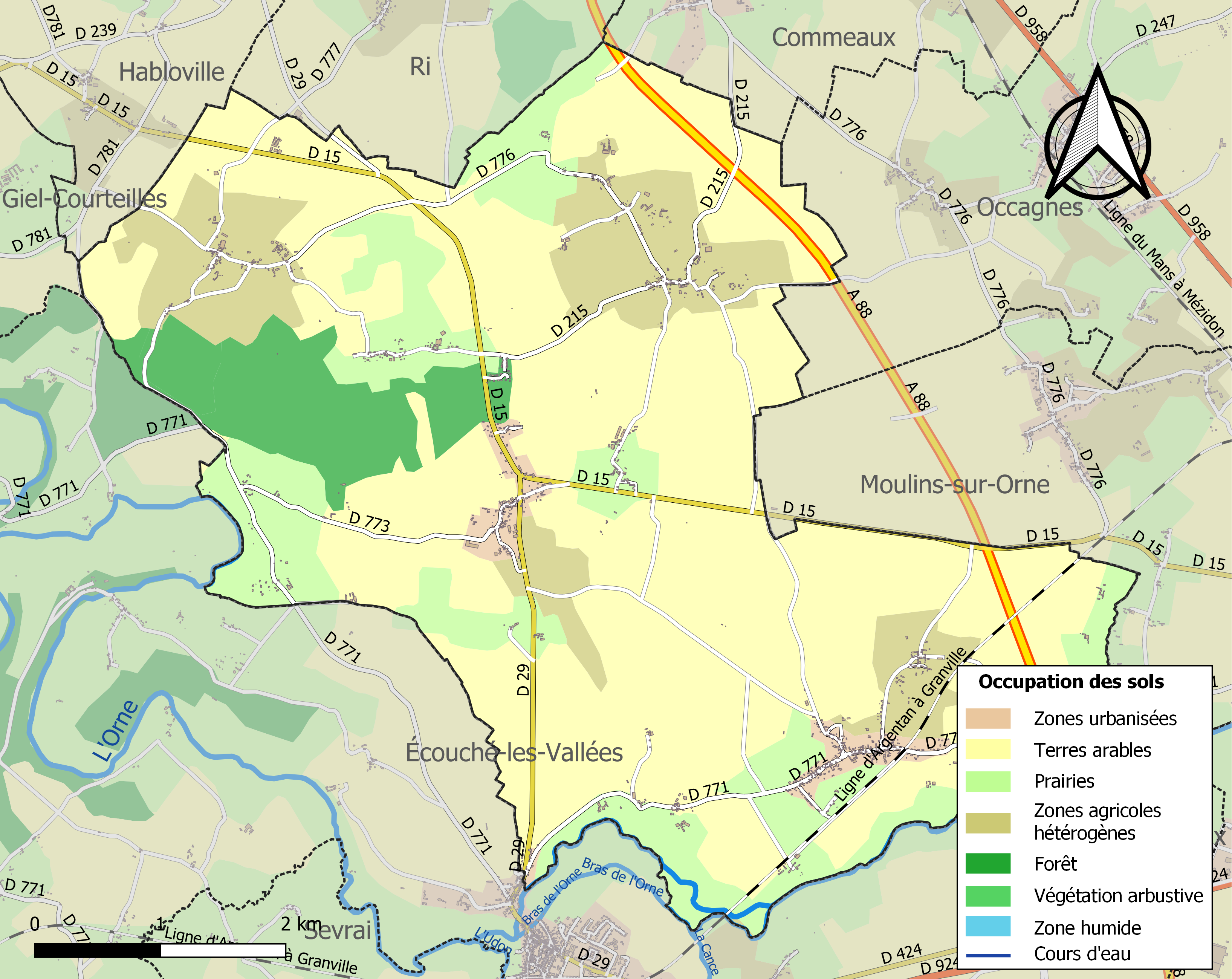
Kaart van de gemeente met belangrijkste infrastructuur, bodemgebruik en omliggende gemeenten